# Nasrin Husseini
Nasrin Husseini és una veterinària afganesa graduada a la Facultat de Veterinària de Kabul que s'ha especialitzat en animals de granja i la millora de la productivitat dels aliments que se'n deriven.

## Biografia
Nasrin Husseini va passar la seva infància a l'Iran, com a refugiada del règim talibà a l'Afganistan, la qual cosa li va impedir educar-se al seu país d'origen. El 2004 tornà a l'Afganistan després de la caiguda dels talibans. El 2010 arriba a Toronto com a refugiada al Canadà, i es matricula a la Universitat de Guelph. Husseini va obtenir un màster en immunologia i actualment treballa com a investigadora veterinària a aquesta universitat.
Exerceix alhora tasques de voluntariat dins l'organització Canadian Hazara Humanitarian Services, una organització sense ànim de lucre amb seu a Brampton, que ajuda els membres del grup ètnic Hazara de l'Afganistan a establir-se al Canadà, així com amb el Bookies Youth Program, que promou l'alfabetització de persones i el foment de la lectura en infants.
Forma part de la llista de la BBC de les 100 dones inspiradores de l'any 2021 en representació de les dones afganeses que han treballat de forma silenciosa i evitant ser reconegudes després del ressorgiment dels talibans.

## Recerca
Nasrim ha treballat estretament amb els agricultors i ramaders a tenir animals més sans a costos baixos a fi d'incrementar l'accessibilitat a una alimentació més saludable per les comunitats locals.
Així mateix, ha qüestionat els efectes del canvi climàtic sobre la salut animal i els seus vincles amb la seva producció i l'increment de malalties. En aquest sentit, ha centrat els seus treballs sobre la variabilitat de la resposta immunitària del bestiar boví als efectes del canvi climàtic.